# 이브라힘 사이다우
이브라힘 마하메트사이다비치 사이다우(벨라루스어: Ібрагім Магамедсаідавіч Саідаў, 러시아어: Ибраги́м Магомедса́идович Саи́дов 이브라김 마고멧사이도비치 사이도프[*], 1985년 3월 9일~)는 러시아 태생 벨라루스의 전직 레슬링 선수이다. 벨라루스 국가대표 선수로서 2016년 하계 올림픽에서 남자 자유형 슈퍼헤비급 동메달을 획득했다. 